# Dagmar Käsling
Dagmar Käsling (Magdeburg, 15 februari 1947) is een atleet uit Duitsland.
Op de Olympische Zomerspelen van München in 1972 liep Käsling voor Oost-Duitsland de 400 meter, waarbij ze zevende werd in de finale.
Ook liep ze op de 4 × 400 meter estafette met het estafette-team van de DDR die de gouden medaille pakten met een nieuw wereldrecord van 3:22,95.
Na haar atletiekcarrière ging ze voor de Universiteit van Magdeburg werken, en bracht ze in 2005 een boek uit, Schnelligkeit.
- Gemeinsame Normdatei: 110248937
- World Athletics: 14372725
- International Standard Name Identifier: 0000 0000 0638 5520
- Virtual International Authority File: 74446792
- WorldCat: E39PBJymy3ptwbQwGqkVFrt7pP

1972: Käsling, Kühne, Seidler, Zehrt ·
1976: Maletzki, Rohde, Streidt, Brehmer ·
1980: Prorotsjenko, Gojsjtsjik, Zjoeskova, Nazarova ·
1984: Leatherwood, Howard, Brisco-Hooks, Cheeseborough ·
1988: Ledovskaja, Nazarova, Pinigina, Bryzgina ·
1992: Roezina, Dzjigalova, Nazarova, Bryzgina ·
1996: Stevens, Malone, Graham, Miles ·
2000: Miles Clark, Hennagan, Colander, Anderson ·
2004: Trotter, Henderson, Richards, Hennagan ·
2008: Wineberg, Felix, Henderson, Richards ·
2012: Trotter, Felix, McCorory, Richards-Ross ·
2016: Okolo, Hastings, Francis, Felix ·
2020: McLaughlin, Felix, Muhammad, Mu ·
2024: Little, McLaughlin-Levrone, Thomas, Holmes